# Cristian Hansen
Cristian Hansen, más conocido como Cris Hansen (Córdoba, Argentina, 21 de julio de 1959) es un cantante, actor, director y productor teatral, profesor de comedia musical, autor de obras teatrales y temas musicales. En su paso por la música, formó parte de las agrupaciones de rock The Morgan y Malvaho.

## Biografía

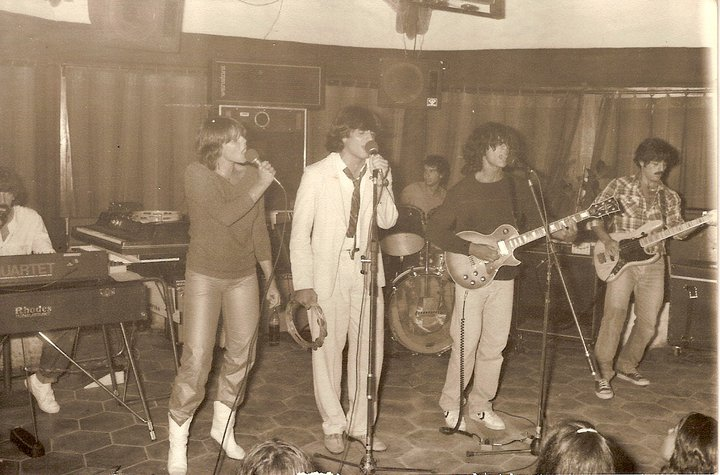
Cris Hansen con su grupo The Morgan, tocando en Punta del Este en enero de 1981.

### Infancia y adolescencia
A los 5 años de edad, se mudó a los Estados Unidos.  
Comenzó los estudios de música y drama a temprana edad. A sus 10 años inició su participación en el coro de su escuela en Connecticut y a los 12 años comenzó a formar parte de obras de teatro y musicales que allí se representaban. 
Al cumplir los 16 años de edad regresó a la Argentina y terminó sus estudios secundarios en la Escuela Escocesa San Andrés.
Estudió música con Tony Corsello y comenzó a tocar en bandas de pop y continuó sus estudios de música y drama. Luego de su graduación, comenzó su carrera profesional como cantante.

### Música

#### The Morgan
El primer grupo con transcendencia en el que participó, como cantante principal y guitarrista, fue The Morgan. Junto a Zeta Bosio (bajo), Charly Amato (guitarra), Sandra Baylac (canto), Hugo “Dop” Dopazo (batería) y Osvaldo Kaplan (teclado). The Morgan empezó como un grupo punk rock inspirado en The Police, Gary Numan, The Cars, Devo, Gruppo Sportivo y The Cure.

#### Malvaho
Malvaho era el seudónimo usado por Cris Hansen, seudónimo que a su vez le dio nombre a este grupo de pop electrónico de principios de los años 80, que consiguió varios éxitos y clásicos dentro del rock argentino. Los estilos musicales que han transitado por más de 4 años, varían entre ítalo disco, synth-pop, funk y rap. La agrupación realizó giras presentando temas como Humanidad, Me cegó con su ciencia y Que idea. Junto a Cris Hansen la banda estaba compuesta por Cristian Hubert, Carlos Di Palma, Ruben Calegari, David Horta y Andy Rojo. Su LP de 1981 contiene el hit La Cotorra, uno de los primeros raps en español, que fue interpretado junto a Rubén Rada.

### Dirección, producción y autoría de comedias musicales originales
- Hollywood Nunca conoció al Tango (Hansen / Lavalle)[2][3]
- Días Gloriosos (Hansen / Foschi)[4]
- El Cascanueces (Hansen)
- Un Cascanueces (Hansen / Marini)
- En Busca de Anastasia (Hansen / Marini)
- The dark side of the wall (Autor y Director)[5][6][7][7][8][9]
- Rescate en Ha Ho Ho (Anglés / Hansen)[10][11] - Autor y compositor del Musical infantil.

### Autoría y composición de música para obras teatrales y películas
- Música y letra de las canciones para ser utilizadas como base para la película “Patoruzito”.
- Música y letra original del musical “Días Gloriosos”.
- Compositor de la música y canciones de su musical original infantil "Rescate en Ha Ho Ho".[10][11]
- Dirección de cine y televisión
- Cortometraje: La estrella de Audrey (2010)
- Televisión: La Magia de Sabri (2010 - director actoral y de filmación)

### Actuación

#### Comedias Musicales
Para el director Peter Macfarlane:
- Fantasma de la Ópera (personaje Phantom)
- Evita (personaje Perón)

#### Cine
- Película “1000 Boomerangs” (personaje: “Manager”)

#### Televisión
- Jake and Blake (personaje “Uncle Eddy”)[12]
- Personas y Personajes (ATC)
- Mesa de Noticias (Artista invitado)
- Música Total (Canal 2)
- Domingos para la juventud (Canal 9)
- Show Fantástico (ATC)

### Actividad docente
Cuando Cris deja Malvaho por diferencias con su discográfica, se vuelca de lleno a su otra gran pasión: la enseñanza. Obtuvo su título nacional en educación en el ISFD 39 de Vicente López.
Sus lecturas y estudios adicionales incluyen Strasberg, Hagen, Stanislavsky y cursos de maquillaje teatral, puesta en escena de ópera, diseño escenográfico y vestuario en el Teatro Colón.

### Teatro
Cris ha dirigido más de 100 espectáculos aficionados, entre ellos: Evita, West Side Story, The Sound of Music, Joseph and the Incredible Technicolor Dreamcoat, my Fair Lady, Pippin, me and my Girl, Jesus Christ Superstar-Highlights y Cabaret.
A su vez, se dedicó al entrenamiento de docentes y actores por más de 30 años.

### Su emprendimiento
En el año 1994, Cris Hansen funda Performing Arts Studio Argentina (PAStudio). Desde entonces, es director general de este centro educativo artístico con base en la Zona Norte de Buenos Aires, donde se enseña Comedia Musical y una variedad de artes escénicas en idioma inglés.
Asimismo, PAStudio se convirtió en Representante Autorizado de New York Film Academy (NYFA - USA) y The American Musical and Dramatic Academy (AMDA - USA).

### Su libro
En agosto de 2019, junto a la Dra. Andrea Leyla Murano, Cristian Hansen lanzó el libro “Escolaridad sin miedo”, Manual de “Supervivencia” para maestros, directivos y padres de escuela primaria. 
Ediciones Plasmart, Buenos Aires – Barcelona. ISBN 978-987-86-1671-1.